# Rivaldo Lozano
José Rivaldo Lozano Silva (Guadalajara, México; 5 de octubre de 1998) es un futbolista mexicano. Juega de lateral izquierdo o defensa central y su equipo actual es el Atlas FC de la Primera División de México.

## Trayectoria
Lozano entró a las inferiores del Atlas en 2015. Promovido al primer equipo en 2019, el defensor fue cedido al Tampico Madero de la Liga de Expansión por dos temporadas.
Debutó en primera en 2021 durante su préstamo en el Atlético San Luis.
En junio de 2022, fue cedido al Santos Laguna.
Regresó al Atlas para el Apertura 2023.

## Estadísticas
Actualizado al último partido disputado el 4 de septiembre de 2023.
| Club                       | Div.          | Temporada     | Liga  | Liga  | Copas nacionales | Copas nacionales | Copas internacionales | Copas internacionales | Total | Total |
| Club                       | Div.          | Temporada     | Part. | Goles | Part.            | Goles            | Part.                 | Goles                 | Part. | Goles |
| -------------------------- | ------------- | ------------- | ----- | ----- | ---------------- | ---------------- | --------------------- | --------------------- | ----- | ----- |
| Atlas · México             | 1.ª           | 2019-20       | 0     | 0     | 1                | 0                | —                     | —                     | 1     | 0     |
| Atlas · México             | 1.ª           | 2022-23       | 4     | 0     | 0                | 0                | 0                     | 0                     | 4     | 0     |
| Atlas · México             | Total club    | Total club    | 4     | 0     | 1                | 0                | 0                     | 0                     | 5     | 0     |
| Tampico Madero · México    | 2.ª           | 2019-20       | 3     | 1     | —                | —                | —                     | —                     | 3     | 1     |
| Tampico Madero · México    | 2.ª           | 2020-21       | 27    | 1     | —                | —                | —                     | —                     | 27    | 1     |
| Tampico Madero · México    | Total club    | Total club    | 30    | 2     | 0                | 0                | 0                     | 0                     | 30    | 2     |
| Atlético San Luis · México | 1.ª           | 2021-22       | 16    | 1     | —                | —                | —                     | —                     | 16    | 1     |
| Atlético San Luis · México | Total club    | Total club    | 16    | 1     | 0                | 0                | 0                     | 0                     | 16    | 1     |
| Santos Laguna · México     | 1.ª           | 2022-23       | 13    | 1     | —                | —                | —                     | —                     | 13    | 1     |
| Santos Laguna · México     | Total club    | Total club    | 13    | 1     | 0                | 0                | 0                     | 0                     | 13    | 1     |
| Total carrera              | Total carrera | Total carrera | 63    | 4     | 1                | 0                | 0                     | 0                     | 64    | 4     |